# Romersk utbildning
Utbildningen i Romarriket var indelad i tre stadier, och undervisningen byggde främst på retoriken, konsten att tala väl. Nästan alla pojkar från 7 till 11 år gick i den så kallade elementarskolan, där de lärde sig att läsa, skriva och räkna. Flickorna fick sin undervisning hemma av sin mor, som lärde dem hushållsarbete, matlagning och hantverk.
Föräldrarna måste betala för barnens skolgång, men detta var inte dyrt och majoriteten av föräldrarna hade råd med detta. Utgrävningarna i Pompeji har visat att konsten att läsa och skriva var väl utbredd inom det Romerska kejsardömet. De romerska kejsarna var intresserade av att höja undervisningen. Vespasianus inrättade den första professuren i latinsk och grekisk vältalighet, Trajanus ordnade skolgång åt 5000 fattiga barn, Hadrianus grundade flera skolor i provinserna och till slut fick lärarna skattefrihet och befrielse från militärtjänsten.
Skolan låg i det fria, oftast i en pelargång nära gatan. Aga var ett vanligt intryck i skoldagen som varade under förmiddagen. Under de stora marknadsdagarna, nundinae, som inföll var åttonde dag, och sommarmånaderna var skolan stängd.

## Elementarskolan
I elementarskolan undervisade en magister, ofta en frigiven slav eller en annan person av låg status. Hans yrke hade inte något högt anseende. Han undervisade klasser med 20-30 elever i läsning, skrivning och räkning. Undervisningen var riktad till alla fria pojkar i ålder 7-11 år.

## Mellanskolan
Pojkarna ur de förmögnare kretsarna, i åldern 11-15 år, fortsatte  sina studier i en mellanskola. Undervisningen togs hand av en grammaticus, som lärde sina elever latin och grekiska. Efter att ha läst sitt eget språk en längre tid och lärt sig grunderna inom grekiska, läste man de stora författarna. Realämnen i våra dagars utsträckning fanns inte, utan barnen lärde sig om historia, geografi och biologi i samband med de litterära texterna.

## Retorskolan
En liten och utvald grupp med pojkar var förutbestämd att göra en karriär inom politiken eller juridiken. I retorskolan lärde sig de studerande retorikens grunder. Eleverna skulle kunna bygga upp sina tal väl, att lägga fram sina argument i rätt ordning och tala för sin sak med en bra övertalningsförmåga. Delar av kända politiska tal skulle eleverna lära sig utantill.
Efter retorskolan kunde rika och duktiga elever finslipa sina kunskaper i Grekland, varav främst ön Rhodos är känd. Här studerade bland annat Cicero och Caesar.